# Liste der Landtagswahlkreise in Mecklenburg-Vorpommern
Die Liste der Landtagswahlkreise in Mecklenburg-Vorpommern listet alle Wahlkreise zu den  Wahlen des Landtages von Mecklenburg-Vorpommern ab 1994 auf. Für die erstmalige Einteilung zur Wahl 1990 siehe Liste der Landtagswahlkreise in Mecklenburg-Vorpommern 1990.

## Wahlkreise: Karte

Die 36 Wahlkreise zum mecklenburg-vorpommerschen Landtag

## Geschichte
Zur Landtagswahl 1990 wurde Mecklenburg-Vorpommern noch in 33 Wahlkreise eingeteilt. Zur Landtagswahl 1994 wurde die Zahl auf 36 erhöht und die Gebiete der kommunalen Neugliederung angepasst. Diese Einteilung wurde seither nur vergleichsweise wenig geändert. In Mecklenburg-Vorpommern gibt es keine gesetzliche Regelung über die zulässige Größenabweichung der Einerwahlkreise vom Landesdurchschnitt. Durch Gesetz vom 8. Januar 2015 wurden sechs Wahlkreise neu abgegrenzt, um Abweichungen von mehr als 30 % zu beseitigen. Dies waren die benachbarten Wahlkreise 11 (Bad Doberan I) und 15 (Güstrow II), 24 (Nordvorpommern II) und 26 (Stralsund II) sowie 33 (Rügen I) und 34 (Rügen II). Gleichzeitig wurden die Namen vieler Wahlkreise an die Kreisgebietsreform 2011 angepasst.

## Wahlkreise: Gebiet und Abgeordnete
| Nr. | Wahlkreisname                                           | Name bis 2015                     | Gebiet | Wahlkreisabgeordnete                        | Wahlkreisabgeordnete                                                                          |
| Nr. | Wahlkreisname                                           | Name bis 2015                     | Gebiet | aktuell                                     | ehemalige Abgeordnete                                                                         |
| --- | ------------------------------------------------------- | --------------------------------- | --- | ------------------------------------------- | --------------------------------------------------------------------------------------------- |
| 1   | Greifswald                                              | Greifswald                        | die Hansestadt Greifswald | Christian Pegel, SPD (seit 2016)            | Egbert Liskow, CDU Erwin Sellering, SPD Arthur König, CDU Hans-Jürgen Zobel, CDU              |
| 2   | Neubrandenburg I                                        | Neubrandenburg I                  | von der Stadt Neubrandenburg die Stadtgebiete Katharinenviertel, Süd, Lindenbergviertel und Ost | Bernd Lange, SPD (seit 2021)                | Manfred Dachner, SPD Günter Rühs, CDU Frank Lohse, SPD Caterina Muth, PDS Rainer Prachtl, CDU |
| 3   | Neubrandenburg II                                       | Neubrandenburg II                 | von der Stadt Neubrandenburg die Stadtgebiete Datzeviertel, Industrieviertel, Innenstadt, West, Vogelviertel und Reitbahnviertel | Robert Northoff, SPD (seit 2021)            | Sylvia Bretschneider, SPD Klaus Schier, SPD Michael Nötzel, CDU                               |
| 4   | Hansestadt Rostock I                                    | Rostock I                         | von der Hansestadt Rostock die Ortsteile Seebad Warnemünde, Markgrafenheide, Hohe Düne, Diedrichshagen, Lichtenhagen, Groß Klein und Schmarl                                                                                                  | Ralf Mucha, SPD (seit 2011)                 | Reinhard Dankert, SPD                                                                         |
| 5   | Hansestadt Rostock II                                   | Rostock II                        | von der Hansestadt Rostock die Ortsteile Lütten Klein, Evershagen und Reutershagen (ohne „Komponistenviertel“) | Rainer Albrecht, SPD (seit 2011)            | Wolfgang Methling, PDS Angelika Voland, SPD                                                   |
| 6   | Hansestadt Rostock III                                  | Rostock III                       | von der Hansestadt Rostock die Ortsteile Reutershagen (nur „Komponistenviertel“), Kröpeliner-Tor-Vorstadt, Hansaviertel, Gartenstadt, Südstadt und Biestow                                                                                    | Julian Barlen, SPD (seit 2021)              | Mathias Brodkorb, SPD Norbert Baunach, SPD                                                    |
| 7   | Hansestadt Rostock IV                                   | Rostock IV                        | von der Hansestadt Rostock die Ortsteile Stadtmitte, Brinckmansdorf, Dierkow-Ost, Dierkow-West, Dierkow-Neu, Toitenwinkel, Gehlsdorf, Hinrichsdorf, Krummendorf, Nienhagen, Peez, Stuthof, Jürgeshof, Hinrichshagen, Wiethagen und Torfbrücke | Jochen Schulte, SPD (seit 2002)             | –                                                                                             |
| 8   | Schwerin I                                              | Schwerin I                        | von der Landeshauptstadt Schwerin die Stadtteile Altstadt, Feldstadt, Paulsstadt, Schelfstadt, Werdervorstadt, Lewenberg, Medewege, Wickendorf, Schelfwerder, Weststadt, Lankow, Neumühle, Friedrichsthal, Warnitz und Sacktannen             | Manuela Schwesig, SPD (seit 2021)           | Erwin Sellering, SPD Manuela Schwesig, SPD Gottfried Timm, SPD Rainer Beckmann, SPD           |
| 9   | Schwerin II                                             | Schwerin II                       | von der Landeshauptstadt Schwerin die Stadtteile Ostorf, Großer Dreesch, Haselholz, Krebsförden, Görries, Wüstmark, Göhrener Tannen, Zippendorf, Neu Zippendorf, Mueßer Holz und Mueß                                                         | Mandy Pfeifer SPD (seit 2021)               | Jörg Heydorn, SPD Gerd Böttger, PDS                                                           |
| 10  | Wismar                                                  | Wismar                            | die Hansestadt Wismar | Tilo Gundlack, SPD (seit 2011)              | Gerd Zielenkiewitz, SPD                                                                       |
| 11  | Landkreis Rostock I                                     | Bad Doberan I                     | die Städte Bad Doberan, Kröpelin, Kühlungsborn und Neubukow die Gemeinde Satow die Ämter Bad Doberan-Land und Neubukow-Salzhaff, bis 2015 auch das Amt Schwaan (neu: Wahlkreis 15)                                                            | Stefanie Drese, SPD (seit 2011)             | Beate Mahr, SPD                                                                               |
| 12  | Landkreis Rostock II                                    | Bad Doberan II                    | die Gemeinden Dummerstorf, Graal-Müritz und Sanitz die Ämter Carbäk, Rostocker Heide, Tessin und Warnow-West | Dirk Stamer, SPD (seit 2016)                | Volker Schlotmann, SPD Peter Stein, CDU                                                       |
| 13  | Mecklenburgische Seenplatte I – Vorpommern-Greifswald I | Demmin I                          | die Städte Dargun und Demmin die Ämter Demmin-Land, Jarmen-Tutow und Peenetal/Loitz | Enrico Schult, AfD (seit 2021)              | Franz-Robert Liskow, CDU Jürgen Seidel, CDU Renate Holznagel, CDU                             |
| 14  | Mecklenburgische Seenplatte II                          | Demmin II                         | die Ämter Malchin am Kummerower See, Stavenhagen und Treptower Tollensewinkel | Thomas Krüger, SPD (seit 2011)              | Marc Reinhardt, CDU Martin Brick, CDU                                                         |
| 15  | Landkreis Rostock III                                   | Güstrow I                         | die Stadt Teterow die Ämter Gnoien, Krakow am See, Laage und Mecklenburgische Schweiz, seit 2015 zusätzlich das Amt Schwaan (vorher Wahlkreis 11)                                                                                             | Nils Saemann, SPD (seit 2011)               | Ilka Lochner, CDU Hannelore Monegel, SPD Christian Beckmann, CDU                              |
| 16  | Landkreis Rostock IV                                    | Güstrow II                        | die Stadt Güstrow die Ämter Bützow-Land und Güstrow-Land | Philipp da Cunha, SPD (seit 2016)           | Norbert Nieszery, SPD                                                                         |
| 17  | Ludwigslust-Parchim I                                   | Ludwigslust I                     | die Städte Boizenburg/Elbe und Lübtheen die Ämter Boizenburg-Land, Dömitz-Malliß und Zarrentin | Till Backhaus, SPD (seit 2002)              | –                                                                                             |
| 18  | Ludwigslust-Parchim II                                  | Ludwigslust II                    | die Stadt Hagenow die Ämter Hagenow-Land, Stralendorf und Wittenburg | Elisabeth Aßmann, SPD (seit 2016)           | Margret Seemann, SPD                                                                          |
| 19  | Ludwigslust-Parchim III                                 | Ludwigslust III                   | die Stadt Ludwigslust die Ämter Grabow, Ludwigslust-Land und Neustadt-Glewe | Christian Winter, SPD (seit 2021)           | Dirk Friedriszik, SPD Detlef Müller, SPD                                                      |
| 20  | Mecklenburgische Seenplatte III                         | Müritz I                          | die Stadt Waren (Müritz) die Ämter Malchow, Röbel-Müritz und Seenlandschaft Waren | Nadine Julitz, SPD (seit 2016)              | Rudolf Borchert, SPD Wolf-Dieter Ringguth, CDU                                                |
| 21  | Mecklenburgische Seenplatte IV                          | Mecklenburg-Strelitz I            | die Stadt Neustrelitz die Gemeinde Feldberger Seenlandschaft die Ämter Mecklenburgische Kleinseenplatte und Neustrelitz-Land | Andreas Butzki, SPD (seit 2011)             | Klaus-Michael Körner, SPD                                                                     |
| 22  | Mecklenburgische Seenplatte V                           | Mecklenburg-Strelitz II/Müritz II | vom Landkreis Müritz das Amt Penzliner Land vom Landkreis Mecklenburg-Strelitz die Ämter Friedland, Neverin, Stargarder Land und Woldegk | Dagmar Kaselitz, SPD (seit 2021)            | Lorenz Caffier, CDU Bodo Krumbholz, SPD Georg Nolte, CDU                                      |
| 23  | Vorpommern-Rügen I                                      | Nordvorpommern I                  | die Stadt Marlow die Gemeinde Zingst die Ämter Darß/Fischland, Recknitz-Trebeltal und Ribnitz-Damgarten | Michel-Friedrich Schiefler, SPD (seit 2021) | Susann Wippermann, SPD Werner Kuhn, CDU Eckhardt Rehberg, CDU                                 |
| 24  | Vorpommern-Rügen II - Stralsund III                     | Nordvorpommern II                 | die Stadt Grimmen die Gemeinde Süderholz die Ämter Franzburg-Richtenberg und Miltzow, seit 2015 auch das Stadtgebiet Süd der Hansestadt Stralsund                                                                                             | Harry Glawe, CDU (seit 2002)                | –                                                                                             |
| 25  | Vorpommern-Rügen III - Stralsund I                      | Nordvorpommern III/Stralsund I    | von der Hansestadt Stralsund die Stadtgebiete Knieper West und Knieper Nord vom Landkreis Nordvorpommern: die Ämter Altenpleen, Barth und Niepars                                                                                             | Thomas Würdisch, SPD (seit 2021)            | Dietmar Eifler, CDU Mathias Löttge, CDU Holger Friedrich, SPD                                 |
| 26  | Stralsund II                                            | Stralsund II                      | von der Hansestadt Stralsund die Stadtgebiete Altstadt, Kniepervorstadt, Franken, Tribseer, Lüssower Berg, Grünhufe und Langendorfer Berg, bis 2015 auch das Stadtgebiet Süd (neu: Wahlkreis 24)                                              | Beatrix Hegenkötter, SPD (seit 2021)        | Ann Christin von Allwörden, CDU Detlef Lindner, CDU Jörg Vierkant, CDU                        |
| 27  | Nordwestmecklenburg I                                   | Nordwestmecklenburg I             | die Stadt Grevesmühlen die Gemeinde Boltenhagen die Ämter Grevesmühlen-Land, Klützer Winkel, Rehna und Schönberger Land | Birgit Hesse, SPD (seit 2016)               | Heike Polzin, SPD Erhard Bräunig, SPD Hermann Bollinger, CDU                                  |
| 28  | Nordwestmecklenburg II                                  | Nordwestmecklenburg II            | die Gemeinde Insel Poel die Ämter Dorf Mecklenburg-Bad Kleinen, Gadebusch, Lützow-Lübstorf, Neuburg und Neukloster-Warin | Martina Tegtmeier, SPD (seit 2006)          | Siegfried Friese, SPD                                                                         |
| 29  | Vorpommern-Greifswald II                                | Ostvorpommern I                   | die Stadt Anklam die Ämter Anklam-Land, Landhagen und Züssow | Marcel Falk, SPD (seit 2021)                | Matthias Manthei, AfD Katharina Feike, SPD Bernd Schubert, CDU                                |
| 30  | Vorpommern-Greifswald III                               | Ostvorpommern II                  | die Gemeinde Heringsdorf die Ämter Am Peenestrom, Lubmin, Usedom-Nord und Usedom-Süd | Falko Beitz, SPD (seit 2021)                | Ralph Weber, AfD Stefan Rudolph, CDU Matthias Lietz, CDU Wolfgang Riemann, CDU                |
| 31  | Ludwigslust-Parchim IV                                  | Parchim I                         | die Stadt Parchim die Ämter Eldenburg Lübz, Parchimer Umland und Plau am See | Christian Brade, SPD (seit 2016)            | Wolfgang Waldmüller, CDU Hans-Heinrich Jarchow, SPD                                           |
| 32  | Ludwigslust-Parchim V                                   | Parchim II                        | die Ämter Banzkow, Crivitz, Goldberg-Mildenitz, Ostufer Schweriner See und Sternberger Seenlandschaft | Christine Klingohr, SPD (seit 2021)         | Thomas Schwarz, SPD Harald Ringstorff, SPD                                                    |
| 33  | Vorpommern-Rügen IV                                     | Rügen I                           | die Ämter Bergen auf Rügen und West-Rügen ab 2015: Stadt Sassnitz, Ämter Nord-Rügen und West-Rügen, aus dem Amt Bergen auf Rügen die Stadt Garz/Rügen und die Gemeinden Gustow und Poseritz                                                   | Heiko Miraß, SPD (seit 2021)                | Holger Kliewe (CDU) Ingulf Donig, SPD Udo Timm, CDU                                           |
| 34  | Vorpommern-Rügen V                                      | Rügen II                          | die Städte Putbus und Sassnitz, Gemeinde Binz, Ämter Mönchgut-Granitz und Nord-Rügen ab 2015: Stadt Putbus, Gemeine Binz (Rügen), Amt Bergen auf Rügen ohne die Stadt Garz/Rügen und die Gemeinden Gustow und Poseritz                        | Sylva Rahm-Präger, SPD (seit 2021)          | Burkhard Lenz (CDU) Gesine Skrzepski, CDU                                                     |
| 35  | Vorpommern-Greifswald IV                                | Uecker-Randow I                   | die Stadt Ueckermünde die Ämter Am Stettiner Haff und Torgelow-Ferdinandshof | Patrick Dahlemann, SPD (seit 2011)          | Kerstin Fiedler-Wilhelm (CDU) Friedbert Grams, CDU                                            |
| 36  | Vorpommern-Greifswald V                                 | Uecker-Randow II                  | die Städte Pasewalk und Strasburg (Uckermark) die Ämter Löcknitz-Penkun und Uecker-Randow-Tal | Bettina Martin, SPD (seit 2021)             | Jürgen Strohschein (AfD) Beate Schlupp, CDU Herbert Helmrich, CDU                             |

## Wahlkreise bis 1994
Für die Einteilung 1990 siehe Liste der Landtagswahlkreise in Mecklenburg-Vorpommern 1990